# Билли Янк

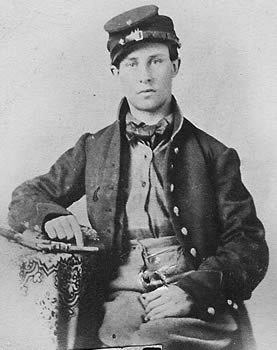
18-летний Лэдлоу Холл, послуживший прототипом Билли Янка

Билли Янк (англ. Billy Yank, или Билли Янки (англ. Billy Yankee)) — персонифицированный символ солдата армии северных штатов США (так называемого Союза) во время Гражданской войны 1860-х годов. Последняя часть его имени — «янки» — происходит от прозвища уроженцев и жителей Новой Англии, которое впоследствии распространилось на всех жителей США.
Политические карикатуристы использовали образ Билли Янка и его символического «антипода» — солдата армии южан Джонни Рэба — чтобы символизировать комбатантов в Гражданской войне в США.
Билли Янк обычно изображался в шерстяной униформе Yankee, которая включала блузу, легкое шерстяное пальто с внутренним карманом и четырьмя латунными пуговицами спереди, а также фуражку в стиле кепи из шерстяной ткани с закругленными краями, плоским верхом, хлопковой подкладкой и кожаным козырьком.

## В комиксах
В изданиях издательства DC Comics «Дух Америки» Билли Янк появился сначала в образе минитмена, а затем брата Джонатана, после чего во время Гражданской войны разделился на две части — собственно Билли Янка и Джонни Рэба. После Гражданской войны эти две «половины» вновь воссоединились в облике дяди Сэма, ставшего персонификацией США.